# Jeanne Darlays
Pour les articles homonymes, voir Ziegler.
Jeanne Darlays, née Jeanne Ziegler (1874-1958), est une cantatrice française, née à Soyers, dans le département de la Haute-Marne, en France.

## Biographie
Jeanne Darlays, fille de Pierre Félix Ziegler (neveu du peintre Jules-Claude Ziegler) et de Blanche Hermence Lemercier, est née au prieuré de Soyers (Haute-Marne) le 2 mai 1874. 
Soprano remarquable, elle interprète Elisabeth de Tannhäuser et Grangæne de Tristan und Isolde, de Richard Wagner, Valentine des Huguenots de Giacomo Meyerbeer, Léonore du Trouvère de Verdi. 
Populaire en Angleterre, elle se produit au palais de Buckingham devant la reine le 6 mars 1909, chantant « La Prière d'Élisabeth du Taunhauser, l'œuvre favorite de sa Majesté ».
Elle décède de la typhoïde le 5 septembre 1958 à Vauhallan (Essonne).